# 艾诺 (南卡罗来纳州)
艾诺（英文：Aynor），是美国南卡罗来纳州下属的一座城市。城市类型是“Town”。其面积大约为1.86平方英里（4.81平方公里）。根据2010年美国人口普查，该市有人口560人，人口密度约为每平方 英里301.56人（约合每平方公里116.44人）。